# Guilletijev glavoč
Glavoč Guilletijev (lat. Lebetus guilleti) ili Gulijev glavoč kako ga negdje nazivaju je riba iz velike porodice glavoča (lat. Gobiidae). Tek je u novije vrijeme pronađen u Jadranskom moru (1999 - kod Klenovice), do tada se mislilo da ga u Jadranu nema. Živi na malim dubinama, do 30 m, na šljunčanim terenima. Male je veličine, naraste samo do 2,5 cm duljine, a tijelo mu je splošteno. Glava mu je mala s velikim očima, a u ustima ima tri reda zuba. Bojom se prilagođava okolici, a osnovne su bijele i smeđe šare, koje su međusobno odvojene tamno smeđim rubovima. 

## Rasprostranjenost
Glavoč Guilletijev živi na području istočnog Atlantika od Kategatta  (ima ga i u području oko Danskih otoka) do Portugala, zapadni dio Mediterana, te oko Kanara. Zadnje potvrđeno stanište mu je Jadran.